# Mike Farrell

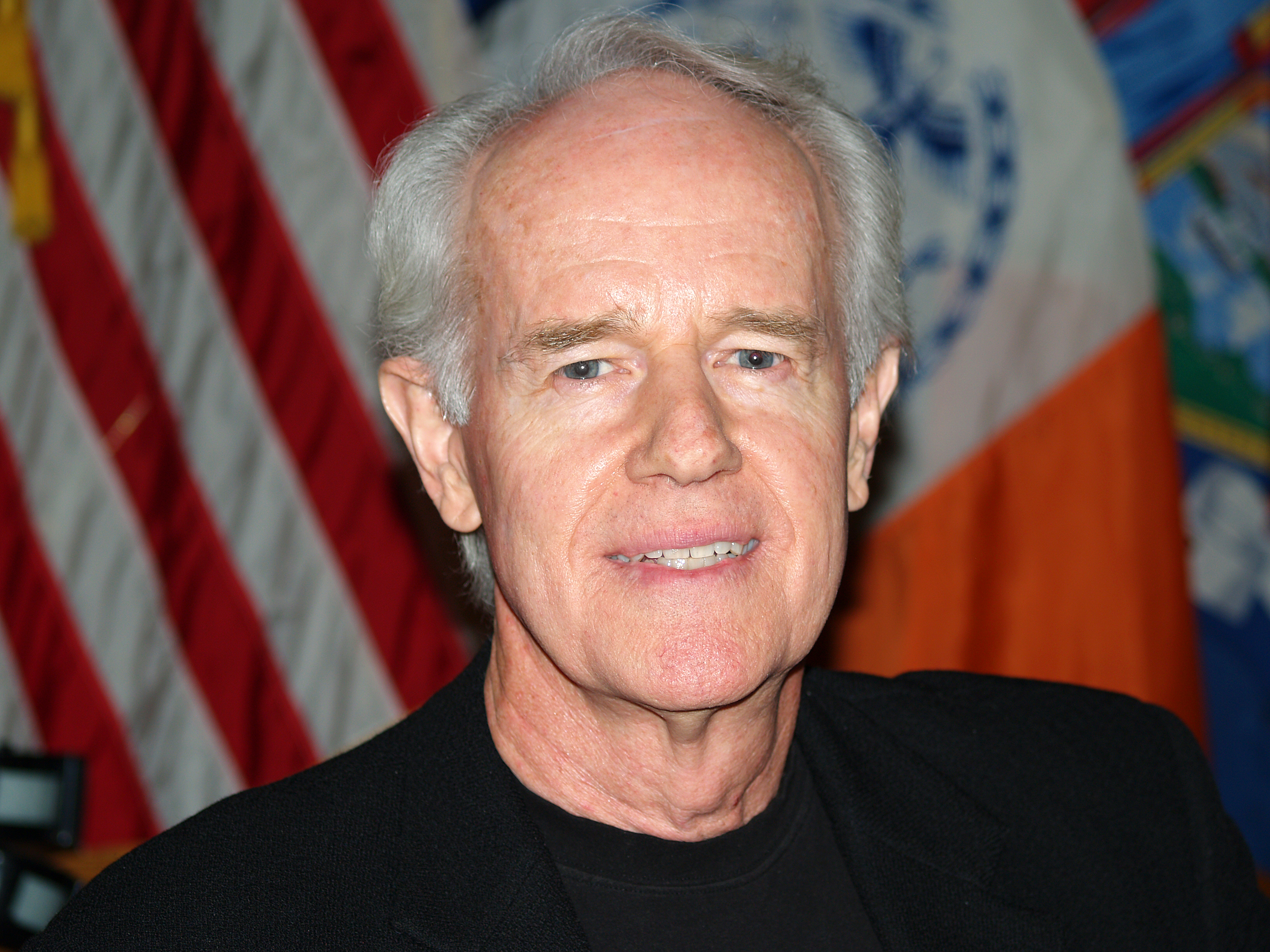
Mike Farrell

Michael Joseph "Mike" Farrell, född 6 februari 1939 i Saint Paul, Minnesota, är en amerikansk skådespelare. Farrell är främst känd för sin roll som kapten B.J. Hunnicutt i komediserien M*A*S*H (1975–1983). Han har även medverkat i TV-serien Providence (1999–2002).
Farrell är sedan 1984 gift med skådespelaren Shelley Fabares. Vid sidan om skådespelaryrket är Mike Farrell starkt engagerad i olika frågor utifrån ett liberalt vänsterperspektiv och han är sedan länge vegetarian.

## Filmografi i urval
- 1973 - Banacek (gästroll i TV-serie)
- 1975-1983 - M*A*S*H (TV-serie)
- 1986 – Tills döden skiljer oss åt
- 1998 – Patch Adams (produktion)
- 1999-2002 - Providence (TV-serie)
- 2009 – Ghost Whisperer (TV-serie)
- 2012 – Supernatural (TV-serie)